# Steingrímur Steinþórsson
Steingrímur Steinþórsson (Álftagerði við Mývatn, 12 febbraio 1883 – 14 novembre 1966) è stato un politico islandese.
È stato Primo ministro dell'Islanda dal marzo 1950 al settembre 1953.
Era rappresentante del Partito Progressista.